# ناتانیل ویرایی
ناتانیل ویرایی (انگلیسی: Nathaniel Virayie؛ زادهٔ ۶ ژانویهٔ ۱۹۹۱) بازیکن فوتبال اهل فرانسه است.
از باشگاه‌هایی که در آن بازی کرده‌است می‌توان به باشگاه فوتبال اوسر، باشگاه فوتبال دلفینو پسکارا، و باشگاه فوتبال سدان اشاره کرد.
وی همچنین در تیم‌های ملی فوتبال France national youth football team، و France national youth football team، بازی کرده‌است.